# Powiat żytomierski (województwo kijowskie)

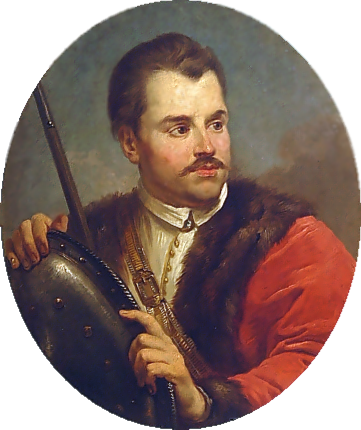
Roman Sanguszko starosta żytomierski

Powiat żytomierski – dawny powiat województwa kijowskiego. 
W latach 1471 do 1569, w składzie województwa kijowskiego Wielkiego Księstwa Litewskiego.  Od roku 1569 do 1793 miasto powiatowe, w województwie kijowskim, w składzie prowincji małopolskiej Korony. Powiat  był podstawową jednostką administracyjną, sądową (dla sądów pierwszej instancji), wojskową, fiskalną i polityczną. W mieście stołecznym od roku 1659 odbywały się sejmiki, gdzie obierano posłów na Sejm. Powiat liczył 15 urzędników. Siedzibą było miasto Żytomierz, które po rozejmie andruszowskim sprawowało rolę centrum województwa kijowskiego.
Po w II rozbiorze Polski wcielony do Imperium Rosyjskiego, został włączony do guberni wołyńskiej.

## Główne miasta
Berdyczów nad rzeką Gniłopiat,
Cudnów nad Teterowem,  
Januszpol, 
Korosteczów, 
Machówka, 
Miropol nad Słuczą,
Pawołocz,
Radomyśl nad Teterewem, 
Słobodyszcze nad rzeką Gniłopiat,
Trojanów własność Woroniczów, 
Uszomierz.